# 14 decembrie
ianuarie • februarie • martie  • aprilie  • mai  • iunie  • iulie  • august  • septembrie  • octombrie  • noiembrie  • decembrie
14 decembrie este a 348-a zi a calendarului gregorian și a 349-a zi în anii bisecți. Mai sunt 17 zile până la sfârșitul anului.

## Evenimente

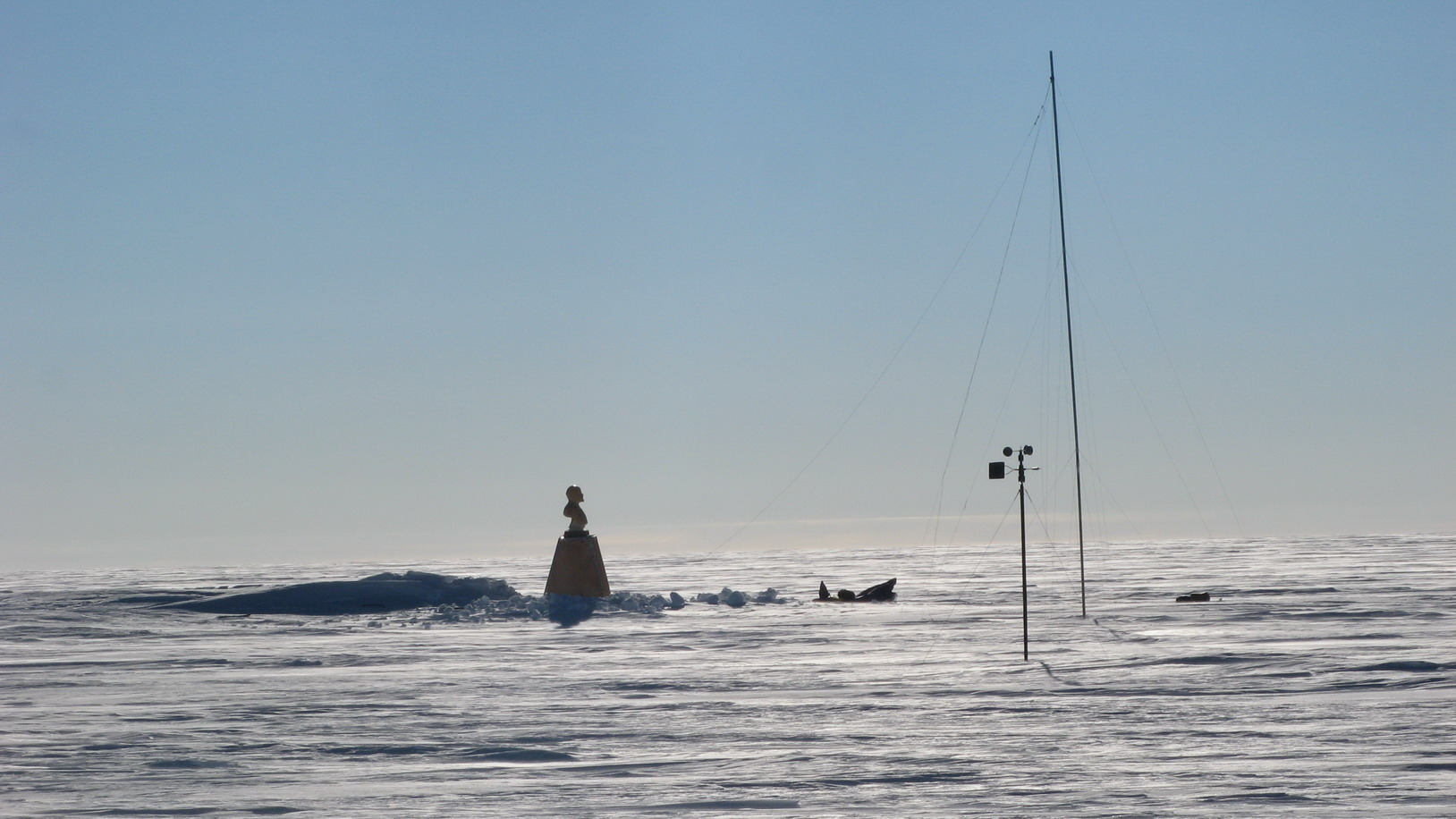
1958: Cea de-a 3-a Expediție Sovietică devine prima care a cucerit Polul Sudic al Inaccesibilității. În fotografie bustul lui Lenin la Polul Sudic al Inaccesibilității.

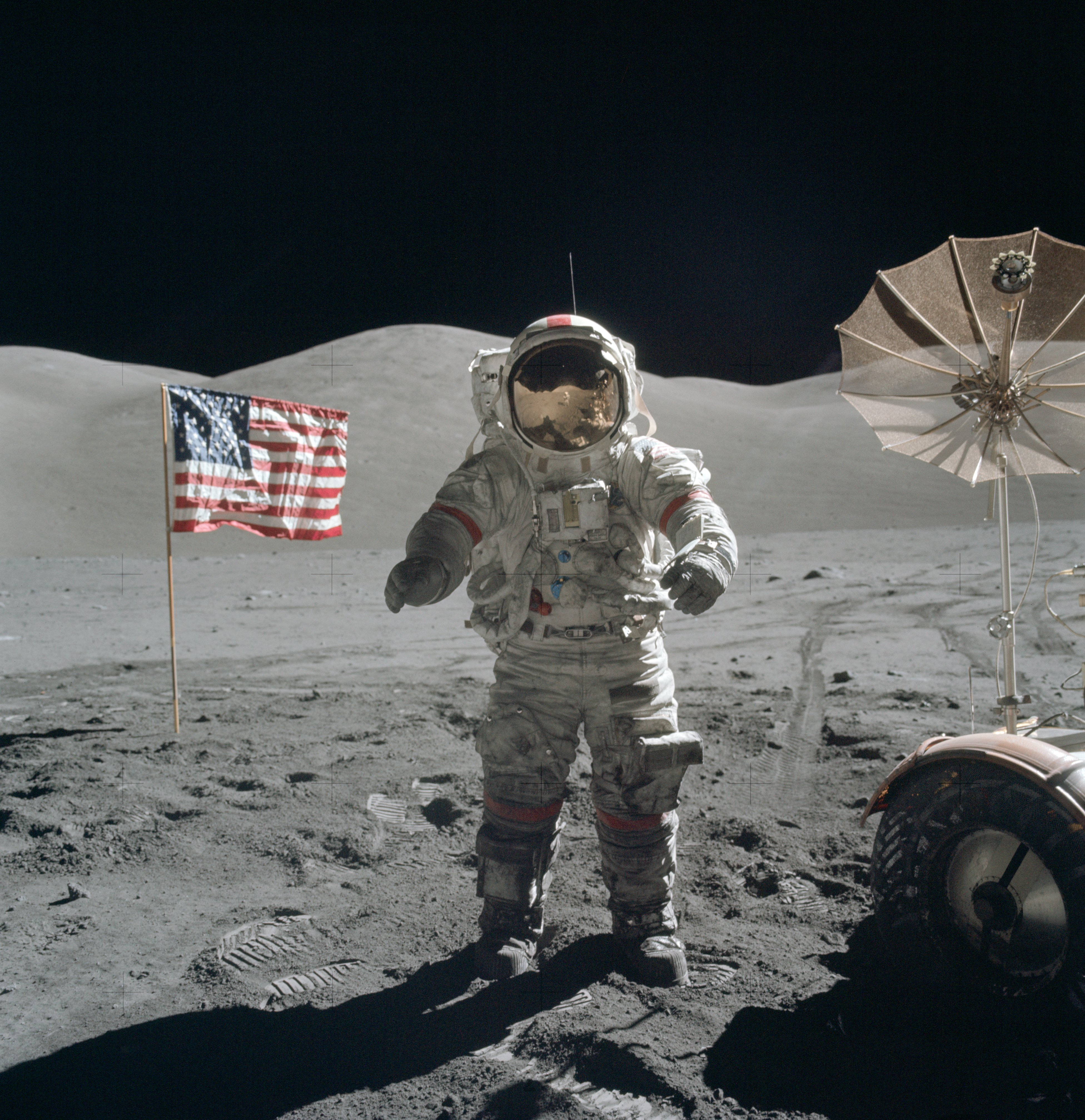
1972: Eugene Cernan este ultima persoană care a pășit pe Lună, după ce el și Harrison Schmitt și-au încheiat missiunea cu Apollo 17.

- 1280: Prima atestare documentară a orașului Sighișoara.
- 1458: Atestarea documentară a municipiului Onești, printr-un act de danie emis de cancelaria lui Ștefan cel Mare.
- 1467: Bătălia de la Baia: Ștefan cel Mare înfrânge armatele maghiare conduse de regele Matei Corvin, care invadasera Moldova.
- 1542: Prințesa Maria Stuart devine regina Maria I a Scoției.
- 1819: Alabama a devenit cel de-al 22-lea stat american.
- 1864: Este inaugurată Școala de Belle–Arte din București, înființată prin decretul domnesc.
- 1869: Inaugurarea oficiala a clădirii Universității din București, construită între 1857-1869 după planurile arhitectului Alexandru Orăscu.
- 1888: Hariclea Darclée debutează pe scena Operei Mari din Paris cu rolul "Margareta" din opera "Faust".
- 1900: Fizicianul Max Planck face publică noua sa teorie despre natura energiei – teoria cuantelor – care va sta la baza fizicii moderne.
- 1910: Are loc, la Ussy-les-Moulineaux, lângă Paris, primul zbor experimental din lume al unui avion cu reacție, inventat și pilotat de Henri Coandă.
- 1911: Exploratorul norvegian Roald Amundsen a devenit primul om care a ajuns la Polul Sud.
- 1918: Friedrich Karl von Hessen, un prinț german ales de parlamentul din Finlanda pentru a deveni regele Väinö I, renunță la tronul finlandez.
- 1918: Pentru prima oară femeile din Marea Britanie au avut drept de vot la alegerile generale.
- 1918: La "Metropolitan Opera" din New York a avut loc premiera operei "Gianni Schicchi" a compozitorului italian Giacomo Puccini.
- 1939: Războiul de Iarnă: Uniunea Sovietică este exclusă din Liga Națiunilor pentru invadarea Finlandei.
- 1946: Adunarea Generala a ONU a ales orașul New York ca sediu permanent al ONU.
- 1948: Stabilirea de relații diplomatice între România și India.
- 1955: România alături de Albania, Austria, Bulgaria, Cambodgia, Ceylon, Finlanda, Ungaria, Irlanda, Italia, Iordania, Laos, Libia, Nepal, Portugalia și Spania se alătură statelor membre ale Organizației Națiunilor Unite.
- 1958: Cea de-a 3-a Expediție Sovietică devine prima care a cucerit Polul Sudic al Inaccesibilității.
- 1961: A avut loc, la Berlin, premiera mondială a filmului regizat de americanul Stanley Kramer, "Procesul de la Nürnberg", ecranizare a piesei lui Abby Mann.
- 1972: Programul Apollo: Eugene Cernan este ultima persoană care a pășit pe Lună, după ce el și Harrison Schmitt și-au încheiat missiunea cu Apollo 17.
- 1976: A fost inaugurat Muzeul Teatrului Național din Iași.
- 1989: În Chile au loc primele alegeri libere dupa 16 ani. Patricio Aylwin a fost ales președinte.
- 1990: Se constituie, în baza Legii 39 adoptată de Parlament, Consiliul Suprem de Apărare a Țării.
- 2001: S-a înființat, la București, postul privat de televiziune „B1 TV”.
- 2012: Atac armat la o școală primară din Connecticut, Statele Unite, unde au fost uciși 28 de persoane și încă două rănite. Majoritatea decedaților au fost copii cu vârste cuprinse între 5-10 ani și 6 adulți (inclusiv atacatorul și mama lui). Evenimentul tragic a ajuns să fie cunoscut sub numele de: masacrul de la școala din Sandy Hook.
- 2016: Desființarea echipei de fotbal "FC Rapid București" după ce a fost declarată în faliment.
- 2021: Oamenii de știință anunță că sonda solară Parker a NASA a devenit prima navă spațială care a pătruns în coroana stelară a Soarelui în timpul unui zbor în aprilie.[1]

## Nașteri
- 1503: Nostradamus (Michel de Nostre-Dame), astrolog, matematician și medic francez (d. 1566)
- 1546: Tycho Brahe, astronom și chimist danez (d. 1601)
- 1784: Prințesa Maria Antonia de Neapole și Sicilia, prințesă de Asturia (d. 1806)
- 1787: Maria Ludovica de Austria-Este, împărăteasă a Austriei, regină a Ungariei și a Boemiei (d. 1816)
- 1824: Pierre Puvis de Chavannes, pictor francez (d. 1898)
- 1870: Ion Rusu Abrudeanu, publicist, om politic, deputat și senator român (d. 1934)
- 1870: Karl Renner,  om politic austriac (d. 1950)
- 1883: Morihei Ueshiba, fondatorul artei marțiale japoneze Aikido (d. 1969)
- 1886: Frederick Worlock, actor britanic (d. 1973)
- 1887: Virgil Madgearu, politician român (d. 1940)
- 1895: Paul Eluard (pseudonim pentru Eugène Grindel), poet francez (d. 1952)
- 1895: Regele George al VI-lea al Angliei (d. 1952)
- 1897: George Aurelian, actor român

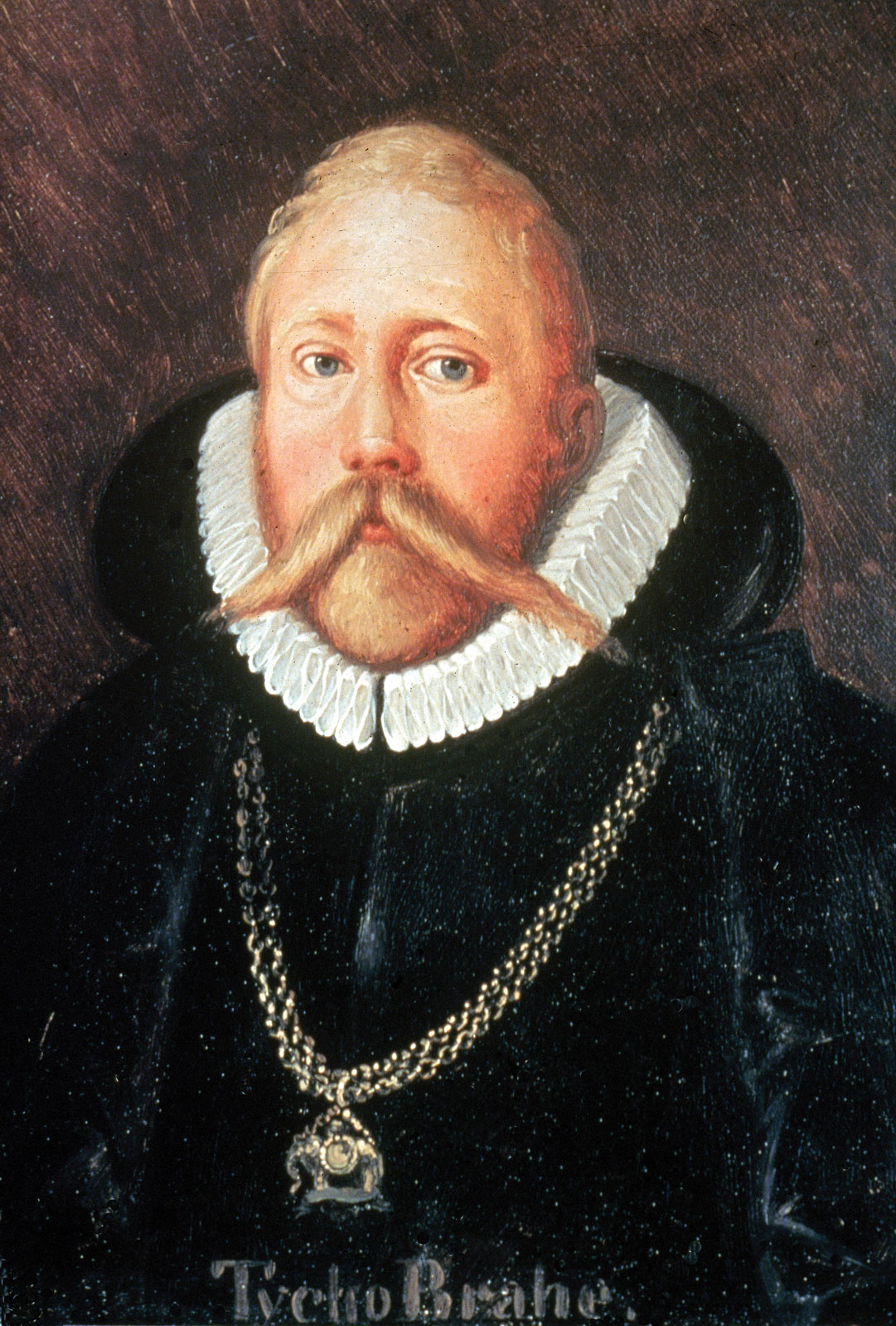
Tycho Brahe, astronom danez
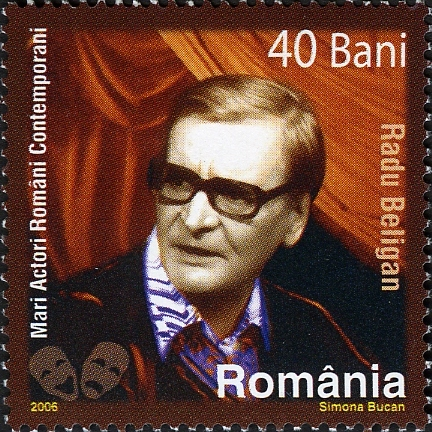
Radu Beligan, actor român
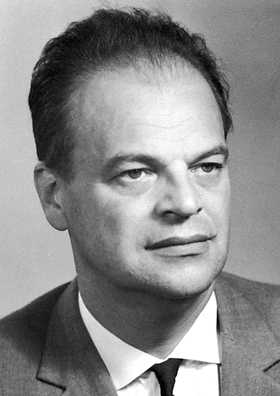
Nikolai Basov, fizician rus, laureat Nobel

- 1898: Petru Caraman, filolog român (d. 1980)
- 1901: Regele Paul I al Greciei (d. 1964)
- 1914: Karl Carstens, politician german (d. 1992)
- 1918: Radu Beligan, actor român de teatru și film, membru de onoare al Academiei Române (d. 2016)
- 1922: Nikolai Basov,  fizician rus, laureat al Premiului Nobel (d. 2001)
- 1922: Beatrice Bednarik, pictoriță și graficiană română (d. 2016)
- 1924: Raj Kapoor, regizor și actor indian (d. 1988)
- 1932: Gheorghe Constantin, fotbalist și antrenor român (d. 2010)
- 1939: Stephen Cook, informatician american
- 1946: Aura Urziceanu, interpretă română de jazz
- 1946: Jane Birkin, actriță de origine britanică (d. 2023)
- 1947: Károly Kerekes, politician român
- 1948: Selda Bağcan, cântăreață din Turcia
- 1949: Bogdan Nicolae Niculescu-Duvăz, politician român (d. 2019)
- 1951: Iurie Sadovnic, muzician și cântăreț de muzică ușoară și folk din Republica Moldova (d. 2021)
- 1960: Ebrahim Raisi, politician iranian, președinte al Iranului 2021-2024 (d. 2024)
- 1968: Florin Chilian, muzician român
- 1971: Victor Viorel Bologan, șahist moldovean
- 1973: Ioan Narcis Chisăliță, politician român
- 1979: Jean-Alain Boumsong, fotbalist francez
- 1985: Jakub Błaszczykowski, fotbalist polonez
- 1987: Jamie Bernadette, actriță și o producătoare americană
- 1988: Vanessa Hudgens, interpretă și actriță americană

## Decese
- 1542: Iacob al V-lea al Scoției (n. 1511)
- 1788: Carol al III-lea al Spaniei (n. 1716)
- 1789: Étienne Jeaurat, pictor francez (n. 1699)
- 1799: George Washington, primul președinte al Statelor Unite ale Americii (n. 1732)
- 1861: Prințul Albert, soțul reginei Victoria (n. 1819)
- 1873: Elisabeth Ludovika de Bavaria, soția lui Frederick William al IV-lea al Prusiei (n. 1801)
- 1878: Prințesa Alice a Regatului Unit, fiica reginei Victoria, Mare Ducesă de Hesse (n. 1843)

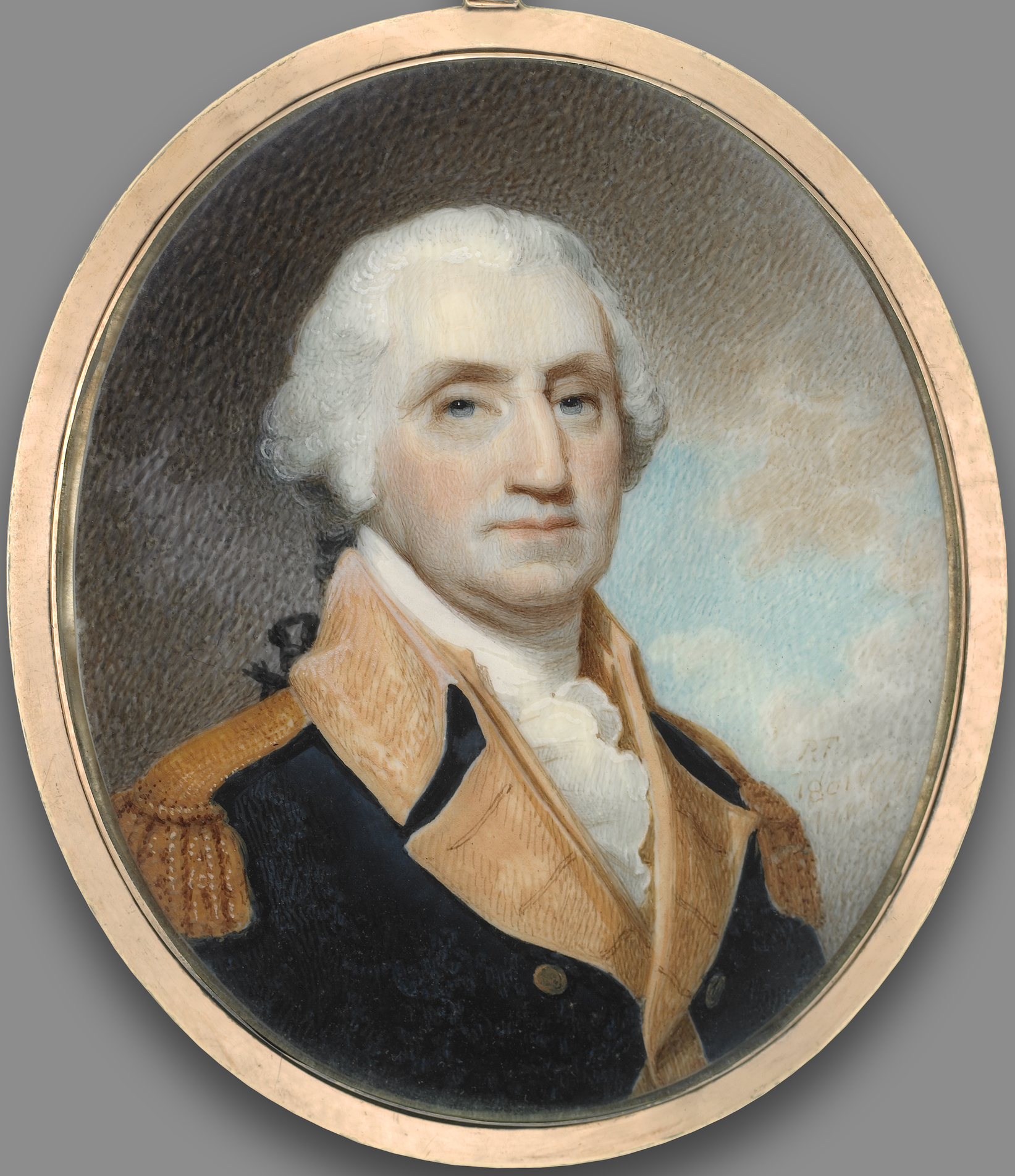
George Washington, primul președinte al Statelor Unite ale Americii
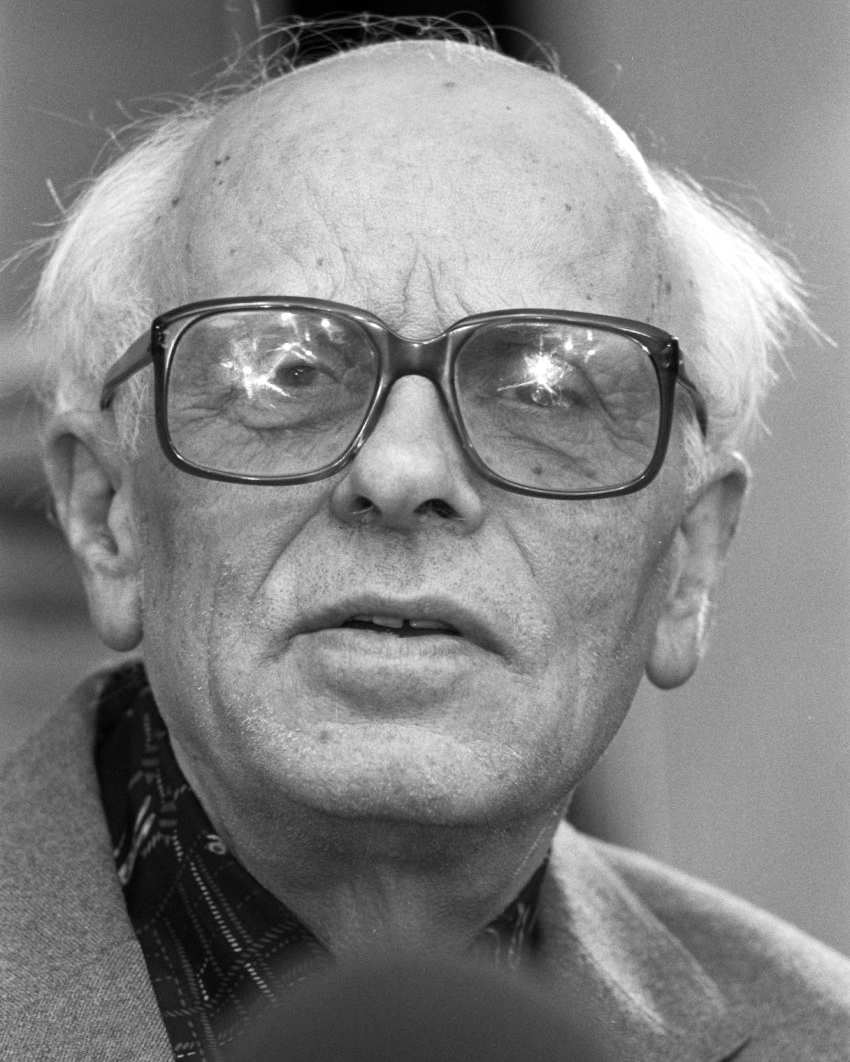
Andrei D. Saharov, fizician rus, laureat Nobel
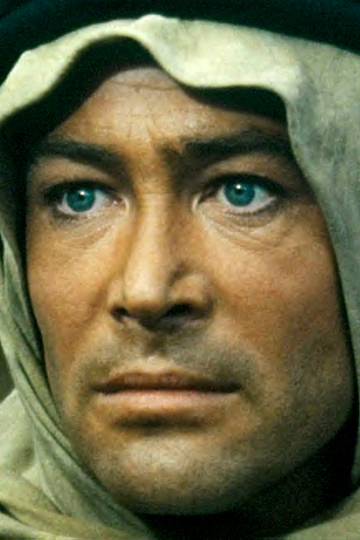
Peter O'Toole, actor englez de origine irlandeză

- 1912: José Martí y Monsó, pictor spaniol (n. 1840)
- 1940: Prințesa Maria Georgievna a Greciei, Mare Ducesă a Rusiei (n. 1876)
- 1945: Prințesa Maud de Fife, contesă de Southesk (n. 1893)
- 1946: Ioan Alexandru Brătescu-Voinești, prozator român (n. 1868)
- 1952: Fartein Valen, compozitor din Norvegia (n. 1887)
- 1962: Simion Mehedinți, geograf român, membru al Academiei Române (n. 1869)
- 1984: Vicente Aleixandre, poet spaniol, laureat al Premiului Nobel pentru Literatură (n. 1898)
- 1989: Andrei D. Saharov, fizician rus și cunoscut disident, laureat al Premiului Nobel pentru Pace (n. 1921)
- 1990: Friedrich Dürrenmatt, dramaturg elvetian (n. 1921)
- 1990: Johannes, Prinț de Thurn și Taxis (n. 1926)
- 1996: Doina Cojocaru, handbalistă română (n. 1948)
- 2013: Peter O'Toole, actor englez de origine irlandeză (n. 1932)
- 2019: Anna Karina, actriță și regizoare daneză (n. 1940)
- 2020: Gérard Houllier, antrenor francez de fotbal (n. 1947)
- 2021: Tadeusz Ross, politician polonez (n. 1938)
- 2024: Mircea Diaconu, actor român de teatru și film (n. 1949)

## Sărbători
- Sf. Mc. Tirs, Calinic, Filimon si Apolonie (calendar creștin-ortodox)
- Sf. Ioan al Crucii (calendar romano-catolic)
- Ss Tirs, Leuciu, Calinic, Filimon, Apoloniu si Arian. S Ioan al Crucii (calendar greco-catolic)